# Raymond Mastrotto
Raymond Mastrotto (Auch, 1º novembre 1934 – Labatut, 11 marzo 1984) è stato un ciclista su strada francese.
Professionista dal 1958 al 1968, soprannominato il "Le Taureau de Nay" (Il Toro di Nay), fu vincitore del Critérium du Dauphiné Libéré 1962 e di una tappa al Tour de France.

## Carriera
Da dilettante vinse per due anni consecutivi la Route de France (1956 e 1957), una corsa a tappe considerata insieme al Tour de l'Avenir (quest'ultima nata qualche anno dopo) una sorta di Tour de France dedicato alle giovani leve.
Fra il 1955 e il 1957 fece parte anche delle nazionali francesi dilettanti ai campionati del mondo, dove tuttavia non colse piazzamenti di rilievo. Nel 1955 terminò quarto nel campionato nazionale. Nel 1958 ottenne un contratto nella categoria professionistica, con la Saint-Raphaël-Géminiani e si mise subito in luce come corridore adatto per le prove a tappe: terminò sesto nel Circuito d'Aquitania, in cui vinse anche una tappa, e tredicesimo nel Critérium du Dauphiné Libéré.
Esplose nel 1959 quando riuscì ottenne diversi piazzamenti nelle brevi corse a tappe francesi: quarto al Tour du Gard, secondo al Tour du Sud-Est e terzo nel Grand Prix du Midi Libre. Vinse, inoltre, il Tour de l'Ariege. Al Critérium du Dauphiné Libéré vinse una tappa, la classifica scalatori e concluse la prova al secondo posto della classifica generale finale.
Nel 1960 ottenne il successo in cinque corse, fra cui ancora una tappa de Critérium du Dauphiné Libéré, che concluse nuovamente secondo; partecipò anche al Grand Prix du Midi Libre in cui fu terzo, poi quinto al Tour du Var, nono al Tour du Sud-Est e terzo al Grand Prix des Nations; al Tour de France terminò sesto, piazzamento che fu anche il suo unico nei primi dieci della classifica generale. Si distinse anche nelle prove in linea, terminando terzo alla Polymultiplièe e nella Marsiglia-Nizza. I risultati gli fecero guadagnare la convocazione dalla nazionale francese per i mondiali a Karl-Marx-Stadt, in cui arrivò dodicesimo.
Nel 1961 fu ancora secondo al Critérium du Dauphiné Libéré, ma durante la stagione ottenne solamente un successo ed al Tour de France chiuse al diciannovesimo posto. Nel 1962 conquistò il Critérium du Dauphiné Libéré. Seguirono una serie di annate con diversi risultati in corse minori e tornò alla ribalta nel 1967, quando vinse la diciassettesima tappa del Tour de France, la sua unica vittoria nella corsa francese. Nel marzo del 1968 fu costretto al ritiro a causa di un'auto che lo investì.
Morì nei pressi di Labatut a quarantanove anni durante una gara amatoriale a causa di un arresto cardiaco. Ogni anno viene organizzata una corsa ciclistica nei pressi di Nay in sua memoria.

## Palmarès
- 1954 (dilettanti)

Grand Prix du Quartier Doumer a Pau
Grand Prix de la Gare à Oloron
- 1955 (dilettanti)

Grand Prix Gentlemen Palois
Grand Prix d'Artix
Castelnau-Magnoac
- 1956 (dilettanti)

1ª tappa, 2ª semitappa La Route de France
2ª tappa La Route de France (cronometro)
Classifica generale La Route de France
Grand Prix Bières Monplasir a Agen
4ª tappa Giro di Bretagna
- 1957 (dilettanti)

Parigi-Chauny
Classifica generale La Route de France
5ª tappa Circuit Bearn-Basque-Bigorre
4ª tappa, 2ª semitappa Giro di Bretagna
- 1958 (Saint-Raphaël-Géminiani, una vittoria)

7ª tappa Corsa della Pace (Berlino > Lipsia)
- 1959 (Rapha-Gitane, quattro vittorie)

2º tappa Tour de l'Ariège
Classifica generale Tour de l'Ariège
5ª tappa Critérium du Dauphiné Libéré (Chambéry > Thonon-les-Bains)
1ª tappa Tour du Gard
- 1960 (Rapha-Gitane, una vittoria)

7ª tappa, 2ª semitappa Critérium du Dauphiné Libéré (Bourg-de-Péage > Grenoble)
- 1962 (Gitane-Leroux, una vittoria)

Classifica generale Critérium du Dauphiné Libéré
- 1966 (Kanomé-Dilecta, una vittoria)

Boucles du Bas-Limousin
- 1967 (Kanomé-Dilecta, una vittoria)

17ª tappa Tour de France (Luchon > Pau)

### Altri successi
- 1956 (dilettanti)

2ª tappa La Route de France (cronosquadre)
- 1958 (Saint-Raphaël-Géminiani)

7ª tappa Circuito d'Aquitania (Villeneuve-sur-Lot > Agen, cronosquadre)
- 1959 (Rapha-Gitane)

Classifica scalatori Critérium du Dauphiné Libéré
Promotion Pernod
- 1960 (Rapha-Gitane)

Challenge Sedis
Prestige Pernod
Circuit des Cols Pyrénées
- 1962 (Gitane-Leroux)

4ª tappe Eibarko Bizikleta (cronosquadre)

## Piazzamenti

### Grandi Giri
- Tour de France

1959: fuori tempo massimo
1960: 6º
1961: 19º
1962: 29º
1964: 28º
1965: 39º
1966: 50º
1967: 36º

### Classiche monumento
- Milano-Sanremo

1959: 35º
1967: 58º
- Parigi-Roubaix

Parigi-Roubaix 1959: 53º
Parigi-Roubaix 1964: 78º
- Giro di Lombardia

Giro di Lombardia 1959: 21º
Giro di Lombardia 1960: 35º
Giro di Lombardia 1962: 29º
Giro di Lombardia 1965: 35º

### Competizioni mondiali
- Campionati del mondo

Frascati 1955 - In linea Dilettanti: 20º
Waregem 1957 - In linea Dilettanti: 28º
Karl-Marx-Stadt 1960 - In linea: 12º